# Naturalismo ético
El naturalismo ético (también llamado naturalismo moral) es la visión metaética que afirma: 
1. Las oraciones éticas expresan proposiciones.
2. Algunas de estas proposiciones son ciertas.
3. Esas proposiciones se hacen realidad mediante características objetivas del mundo, independientes de la opinión humana.
4. Estas características morales del mundo son reducibles a los juicios de hecho y empírico, tipo científico.

## Visión general
Es importante distinguir las versiones de naturalismo ético que han recibido el interés filosófico más sostenido, por ejemplo, el realismo de Cornell, de la posición de que "la forma en que son las cosas es siempre la forma en que deberían ser", que pocos naturalistas éticos sostienen. Sin embargo, el naturalismo ético rechaza la distinción entre hechos y valores: sugiere que la investigación en el mundo natural puede aumentar nuestro conocimiento moral de la misma manera que aumenta nuestro conocimiento científico. De hecho, los defensores del naturalismo ético han argumentado que la humanidad necesita invertir en la ciencia de la moral, un campo amplio y poco definido que utiliza evidencia de la biología, primatología, antropología, psicología, neurociencia y otras áreas para clasificar y describir el comportamiento moral.
El naturalismo ético abarca cualquier reducción de las propiedades éticas, como la "bondad", a las propiedades no éticas; Hay muchos ejemplos diferentes de tales reducciones y, por lo tanto, muchas variedades diferentes de naturalismo ético. El hedonismo, por ejemplo, es la opinión de que la bondad es, en última instancia, solo placer .

## Críticas
El naturalismo ético ha sido criticado de manera más prominente por la ética antinaturalista de G. E. Moore, quien formuló el argumento de la pregunta abierta. Garner y Rosen dicen que una definición común de "propiedad natural" es una "que puede descubrirse mediante la observación de los sentidos o la experiencia, el experimento o a través de cualquiera de los medios científicos disponibles". También dicen que una buena definición de "propiedad natural" es problemática pero que "es solo en la crítica del naturalismo, o en un intento de distinguir entre las teorías definistas naturalistas y no naturalistas, que tal concepto es necesario". R. M. Hare también criticó el naturalismo ético debido a su definición falaz de los términos 'bueno' o 'correcto' explicando cómo los términos de valor que forman parte de nuestro lenguaje moral prescriptivo no son reducibles a términos descriptivos: "Los términos de valor tienen un especial función en el lenguaje, la de encomendar, y por lo tanto, claramente no pueden definirse en términos de otras palabras que ellos mismos no realizan esta función ".

### Relativismo moral
Cuando se trata de las preguntas morales que podríamos hacer, puede ser difícil argumentar que no existe necesariamente un cierto nivel de relativismo metaético y el fracaso en abordar este asunto es criticado como etnocentrismo. 

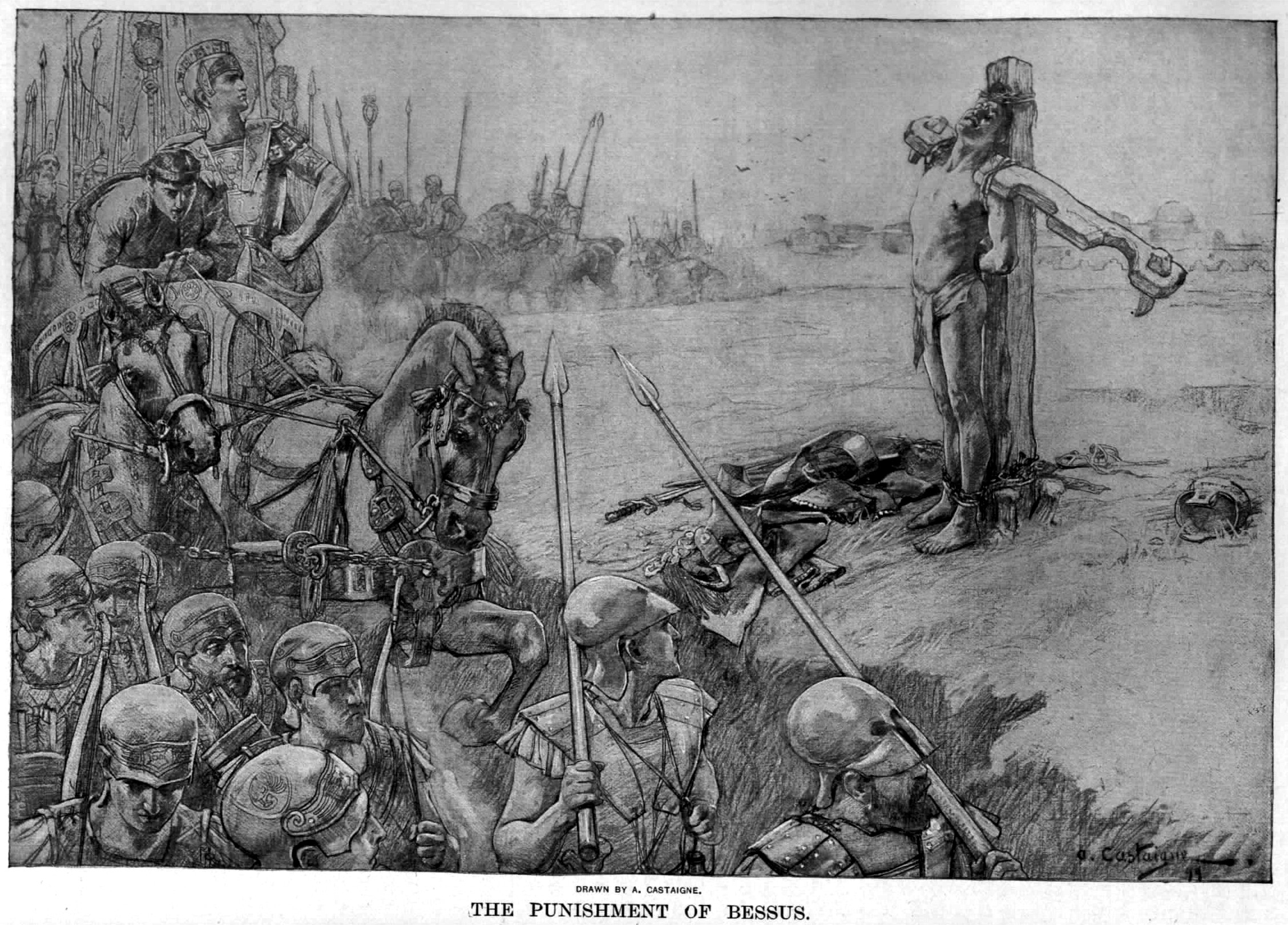
¿Podría la tortura bajo ciertas condiciones ser "incorrecta" para una especie?

Como un amplio ejemplo de relativismo, sin duda veríamos sistemas morales muy diferentes en una raza alienígena que solo puede sobrevivir al ingerirse de vez en cuando. Como un ejemplo estrecho, habría más opiniones morales específicas para cada individuo de esa especie. 
Algunas formas de realismo moral son compatibles con cierto grado de relativismo metaético. Este argumento se basa en el supuesto de que uno puede tener una discusión "moral" en varias escalas; es decir, lo que es "bueno" para: una cierta parte de su ser (dejando abierta la posibilidad de motivos en conflicto), usted como un solo individuo, su familia, su sociedad, su especie, su tipo de especie. Por ejemplo, un moralista universal (y ciertamente un absolutista ) podría argumentar que, al igual que uno puede discutir lo que es 'bien y el mal' a nivel individual, también puede hacer ciertas proposiciones "morales" con valores de verdad relativos al nivel de la especie En otras palabras, el relativista moral no necesita considerar todas las proposiciones morales como necesariamente subjetivas. La respuesta a " ¿la libertad de expresión es normalmente buena para las sociedades humanas? " Es relativa en cierto sentido, pero el realista moral argumentaría que un individuo puede ser incorrecto en este asunto. Este puede ser el equivalente filosófico de los argumentos más pragmáticos hechos por algunos científicos. 

### Nihilismo moral
Los nihilistas morales sostienen que cualquier conversación sobre una moralidad objetiva es incoherente y es mejor usar otros términos. Los defensores de la ciencia moral como Ronald A. Lindsay han argumentado en contra de que su forma de entender la "moralidad" como una empresa práctica es la forma en que deberíamos haberla entendido en primer lugar. Él sostiene la posición de que la alternativa parece ser la elaborada reducción filosófica de la palabra "moral" en un término inútil e inútil. Lindsay agrega que es importante recuperar la palabra específica "Moralidad" debido a las connotaciones que tiene con muchos individuos. 

## Moralidad como ciencia
El neurocientífico Sam Harris ha argumentado que sobrestimamos la relevancia de muchos argumentos en contra de la ciencia de la moralidad, argumentos que cree que los científicos ignoran en otros campos de la ciencia como la física. Por ejemplo, los científicos pueden encontrarse intentando argumentar contra los escépticos filosóficos, cuando Harris dice que deberían estar preguntando prácticamente, como lo harían en cualquier otro dominio, "¿por qué deberíamos escuchar a un solipsista en primer lugar?" Esto, sostiene Harris, es parte de lo que significa practicar una ciencia de la moralidad. 

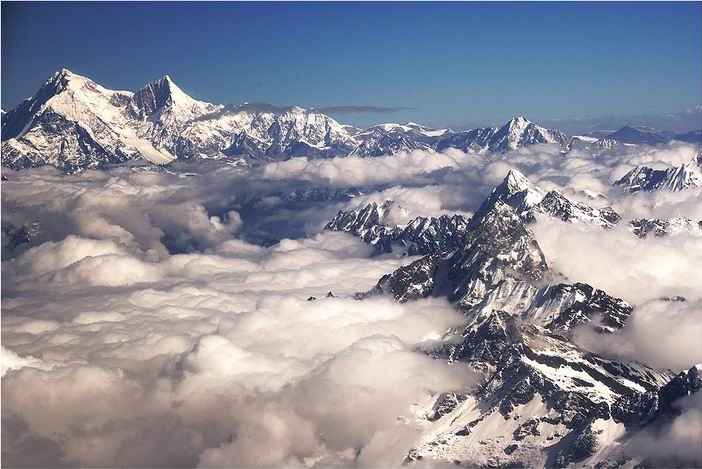
Sam Harris sostiene que hay "picos morales" socialmente óptimos por descubrir.

En los tiempos modernos, muchos pensadores que discuten la distinción entre el hecho y el valor y el problema del "deber-deber" se han decidido por la idea de la que no se puede derivar el deber de lo que "es". Por el contrario, Harris sostiene que la distinción de valor de hecho es una confusión, y propone que los valores son realmente un cierto tipo de hecho. Específicamente, Harris sugiere que los valores equivalen a declaraciones empíricas sobre "el florecimiento de criaturas conscientes en una sociedad". Argumenta que hay respuestas objetivas a las preguntas morales, incluso si algunas son difíciles o imposibles de poseer en la práctica. De esta manera, dice, la ciencia puede decirnos qué valorar. Harris agrega que no exigimos certeza absoluta de las predicciones en física, por lo que no deberíamos exigir la de una ciencia que estudie la moralidad (ver The Moral Landscape). 
El físico Sean Carroll cree que concebir la moralidad como una ciencia podría ser un caso del imperialismo científico e insiste en que lo que es "bueno para las criaturas conscientes" no es una definición adecuada de "moral". En oposición, el vicepresidente del Center for Inquiry, John Shook, afirma que esta definición es más que adecuada para la ciencia en la actualidad, y que el desacuerdo no debe inmovilizar el estudio científico de la ética.

## Teorías éticas que pueden ser naturalistas
- Altruismo
- Consecuencialismo
- Egoísmo ético
- Ética evolutiva
- Hedonismo
- Ética humanística
- Escepticismo moral
- Objetivismo
- Utilitarismo
- Ética de la virtud

## Otras fuentes
- Garner, Richard T.; Rosen, Bernard (1967). Moral Philosophy: A Systematic Introduction to Normative Ethics and Meta-ethics. New York: Macmillan. OCLC 362952.
- Hare, R. M. (1964). The Language of Morals. Oxford: Oxford University Press.